# Königsteiner Straße 87
Das Haus Königsteiner Straße 87 in Bad Soden am Taunus ist ein Wohnhaus, das schon früh als Kurpension verwendet wurde. Es ist Teil eines denkmalgeschützten Ensembles.

## Geschichte
Das Ehepaar Franz und Simonetta Müller kaufte im Jahr 1842 ein Grundstück an der Chaussee und baute darauf ein dreigeschossiges Wohnhaus, zu dem auch ein Stall und eine Remise gehörten. 1866 ging das Anwesen durch Erbschaft in den Besitz der Geschwister Wilhelm und Marie Hinkel über, die das Gebäude als Kurpension nutzten. Ab 1869 gehörte das Haus dem Ehepaar Jacob und Susanna Kaulbach und trug den Namen „Villa Kaulbach“. Aus dieser „Villa Kaulbach“ wurde aber eine „Villa Stella“, nachdem das Haus, das nach wie vor als Kurpension diente, im Jahr 1905 an Martin Christian verkauft worden war. Nach dem Ersten Weltkrieg gehörte das Gebäude dem Fabrikanten Friedrich Christian, auch „Pastillen-Christian“ genannt.
Friedrich Christian hatte in den 1880er Jahren eine Pastillenfabrik Am Brunnenhof errichtet. Dort wurden aus eingedampftem Bad Sodener Quellwasser, Tragant und Zucker Lutschtabletten hergestellt. Friedrich Christians Sohn Kuno führte die Fabrik weiter, bis sie 1958 der Much AG einverleibt wurde. Sie existierte bis 1973. Eine Grabanlage im Jugendstil erinnert an die Familie Christian.
Friedrich Christian ließ die filigranen Balkone entfernen und einen massiven halbrunden Vorbau an die Vorderseite des Hauses ansetzen. Er sorgte auch für Modernisierungsmaßnahmen. Dennoch bewahrte das Haus mit seinem mittig angelegten Zwerchhaus, den hohen Fenstern und den Lamellenläden seinen Stil.